# Henryk Rochnowski
Henryk Mieczysław Rochnowski (ur. 12 sierpnia 1946 w Bydgoszczy, zm. 13 marca 2011 w Toruniu) – polski geograf specjalizujący się w geografii ekonomicznej, badaniach regionalnych, geografii przemysłu oraz geografii transportu.
W 1964 roku ukończył liceum ogólnokształcące w Bydgoszczy i podjął studia geograficzne na Uniwersytecie Mikołaja Kopernika w Toruniu. Wśród jego wykładowców był m.in. Rajmund Galon. W 1969 roku po ukończeniu studiów został zatrudniony na stanowisku starszego geologa w Przedsiębiorstwie Górnictwa Naftowego Geofizyka Toruń. Rok później podjął pracę na stanowisku asystenta w Zakładzie Geografii Ekonomicznej UMK. Stopień doktora uzyskał w 1975 roku. Tematem rozprawy doktorskiej był Toruński ośrodek przemysłowy, a promotorem Stanisław Misztal. Stopień doktora habilitowanego nauk przyrodniczych w zakresie geografii uzyskał w 1990 roku, na podstawie rozprawy Zróżnicowanie struktury gałęziowej i przestrzennej przemysłu miast i terenów wiejskich obszaru dolnej Wisły.   
W latach 1990-1996 oraz 1999-2002 pełnił funkcję prodziekana Wydziału Biologii i Nauk o Ziemi UMK. Był kierownikiem Zakładu Geografii Ekonomicznej i Badań Regionalnych. 
Opublikował ponad 120 prac naukowych, głównie z zakresu geografii przemysłu, zagadnień społeczno-ekonomicznych Polski północnej, handlu zagranicznego Polski, przekształceń przemysłu w warunkach gospodarki rynkowej, wpływu przemysłu na środowisko naturalne, monografii ośrodków i okręgów przemysłowych oraz dydaktyki geografii.

## Wybrane publikacje
- Toruński Ośrodek Przemysłowy (1978)
- Zróżnicowanie struktury gałęziowej i przestrzennej przemysłu miast i terenów wiejskich obszaru dolnej Wisły (1990, ISBN 83-231-0211-2)
- Nowe Miasto Lubawskie: zarys dziejów (1992, współautor)
- Toruń i region toruński (1995, ISBN 83-903120-0-X)
- Toruń - przewodnik turystyczny (1996, ISBN 83-86781-26-2)
- Geografia społeczno-gospodarcza świata (1997, współautor, ISBN 83-86781-44-0)
- Geografia społeczno-gospodarcza świata dla szkół ponadpodstawowych (2001, współautor, ISBN 83-86781-44-0)